# كيساموس
كيساموس (Κίσσαμος) هي مدينة في خانيا في اليونان.